# Lucifuga simile
Lucifuga simile är en fiskart som beskrevs av Nalbant, 1981. Lucifuga simile ingår i släktet Lucifuga och familjen Bythitidae. IUCN kategoriserar arten globalt som sårbar. Inga underarter finns listade i Catalogue of Life.